# 史敬思
史敬思（？—884年），唐末五代名將，李克用部下。
史敬思仕郡至牙校。李克用制節雁門，史敬思為九府都督，跟從李克用入關，平定黃巢之亂。後鎮守太原，封為裨將。中和四年（884年），史敬思為前鋒跟從李克用援救陳州及許州，在汴上打敗黃巢，追賊至徐州、兗州，他時常將騎挺身酣戰，勇冠諸軍。當時天下之師雲集，軍中無不對他推崇拜伏。六月，回師途中路過汴州（開封），宣武軍節度使朱溫邀請李克用入城相聚，史敬思護衛李克用入汴州，朱溫設宴於上源驛款待，當晚他們為朱溫士兵所攻，史敬思當時大醉，因為蹶然而興，操弓與宣武軍戰鬥，矢無虛發，宣武軍死者數百。夜分冒雨方達汴橋，左右扶李克用登尉氏門縋城而出。史敬思在後攔截，血戰而歿。李克用回營後，知道失去史敬思、監軍陳景思及隨從親兵三百餘人罹難，痛哭流涕。
史敬思之子史建瑭、孫史匡懿、史匡翰皆為五代時期名將，舊五代史皆有傳。